# Fußball-Club Bayern Hof 1910 1976-1977
Questa voce raccoglie le informazioni riguardanti il Fußball-Club Bayern Hof 1910 nelle competizioni ufficiali della stagione 1976-1977.

## Stagione
Nella stagione 1976-1977 il Bayern Hof, allenato da Heinz Elzner e Siegfried Stark, concluse il campionato di 2. Bundesliga al 12º posto. In Coppa di Germania il Bayern Hof fu eliminato al secondo turno dal Hertha Berlino.

## Rosa
| N. |                     | Ruolo | Calciatore          |
| -- | ------------------- | ----- | ------------------- |
|    | Germania (bandiera) | P     | Norbert Kleider     |
|    | Germania (bandiera) | P     | Manfred Seifert     |
|    | Germania (bandiera) | D     | Helmut Achatz       |
|    | Germania (bandiera) | D     | Franz Dürrschmidt   |
|    | Germania (bandiera) | D     | Rudolf Fichtner     |
|    | Germania (bandiera) | D     | Lothar Wolf         |
|    | Germania (bandiera) | C     | Klaus-Ulrich Blümig |
|    | Germania (bandiera) | C     | August Deutscher    |
|    | Germania (bandiera) | C     | Hans-Oskar Feulner  |
|    | Germania (bandiera) | C     | Klaus Klein         |

| N. |                     | Ruolo | Calciatore        |
| -- | ------------------- | ----- | ----------------- |
|    | Germania (bandiera) | C     | Siegfried Sieber  |
|    | Germania (bandiera) | C     | Werner Thüroff    |
|    | Germania (bandiera) | C     | Gerhard Wohnsland |
|    | Spagna (bandiera)   | A     | José Diaz         |
|    | Germania (bandiera) | A     | Reinhard Lippert  |
|    | Germania (bandiera) | A     | Günther Michl     |
|    | Germania (bandiera) | A     | Herbert Renner    |
|    | Germania (bandiera) | A     | Hartmut Werner    |
|    | Germania (bandiera) | A     | Karl-Heinz Zapf   |

## Organigramma societario
Area tecnica
- Allenatore: Siegfried Stark
- Allenatore in seconda:
- Preparatore dei portieri:
- Preparatori atletici:

## Calciomercato

### Sessione estiva
| Acquisti | Acquisti      | Acquisti  | Acquisti |
| R.       | Nome          | da        | Modalità |
| -------- | ------------- | --------- | -------- |
| A        | Günther Michl | Pirmasens |          |

| Cessioni | Cessioni      | Cessioni         | Cessioni |
| R.       | Nome          | a                | Modalità |
| -------- | ------------- | ---------------- | -------- |
| A        | Bertram Stahl | Kickers Würzburg |          |

### Sessione invernale
| Acquisti | Acquisti | Acquisti | Acquisti |
| R.       | Nome     | da       | Modalità |
| -------- | -------- | -------- | -------- |

| Cessioni | Cessioni | Cessioni | Cessioni |
| R.       | Nome     | a        | Modalità |
| -------- | -------- | -------- | -------- |

## Risultati

### 2. Bundesliga

#### Girone di andata
| Arbitro: | Wohlfarth |

|              |           |                 |
| Emmerich 87’ | Marcatori | 12’, 41’ Werner |

| Arbitro: | Ulm |

|                               |           |  |
| Michl 2’ Fichtner 9’ Zapf 36’ | Marcatori |  |

| Ratisbona 25 agosto 1976 3ª giornata | Jahn Ratisbona | 0 – 0 referto | Bayern Hof | Jahnstadion (7 000 spett.)\| Arbitro: \| Rumbucher \| |
| Arbitro:                             | Rumbucher      |               |            |                                                       |

| Arbitro: | Hellwig |

|                      |           |  |
| Lippert 20’ Zapf 50’ | Marcatori |  |

| Arbitro: | Kettenbach |

|            |           |            |
| Holoch 72’ | Marcatori | 14’ Werner |

| Hof (Baviera) 8 settembre 1976 6ª giornata | Bayern Hof | 0 – 0 referto | FSV Francoforte | Stadion Grüne Au (5 000 spett.)\| Arbitro: \| Vielsack \| |
| Arbitro:                                   | Vielsack   |               |                 |                                                           |

| Pirmasens 11 settembre 1976 7ª giornata | Pirmasens | 0 – 0 referto | Bayern Hof | Städtisches Stadion (3 000 spett.)\| Arbitro: \| Binninger \| |
| Arbitro:                                | Binninger |               |            |                                                               |

| Arbitro: | Nützel |

|  |           |                               |
|  | Marcatori | 12’ Horn 26’ Hobner 34’ Brand |

| Arbitro: | Engel |

|                      |           |                        |
| Grimm 27’ Hilkes 84’ | Marcatori | 43’ Zapf 75’ Deutscher |

| Arbitro: | Joos |

|  |           |         |
|  | Marcatori | 2’ Metz |

| Arbitro: | Stumpf |

|                         |           |                |
| Drenks 44’ Kothmann 88’ | Marcatori | 63’, 74’ Michl |

| Arbitro: | Walz |

|            |           |  |
| Achatz 76’ | Marcatori |  |

| Arbitro: | Drescher |

|                             |           |           |
| Vöhringer 72’ Obermeier 82’ | Marcatori | 56’ Michl |

| Arbitro: | Kettenbach |

|                                |           |           |
| Förster 37’ (aut.) Feulner 48’ | Marcatori | 59’ Elmer |

| Arbitro: | Seith |

|                           |           |  |
| Lenz 3’, 68’ Nicastro 77’ | Marcatori |  |

| Arbitro: | Dreher |

|           |           |            |
| Michl 28’ | Marcatori | 60’ Schauß |

| Arbitro: | Walther |

|                           |           |                 |
| Metzger 11’ Kohlhäufl 47’ | Marcatori | 9’, 38’ Lippert |

| Arbitro: | Schumann |

|                           |           |           |
| Blechschmidt 12’ Bitz 63’ | Marcatori | 54’ Michl |

| Arbitro: | Rumbucher |

|           |           |             |
| Werner 3’ | Marcatori | 37’ Nüssing |

#### Girone di ritorno
| Arbitro: | Seith |

|                                                   |           |  |
| Feulner 17’, 29’ Dürrschmidt 23’ (rig.) Michl 87’ | Marcatori |  |

| Arbitro: | Huster |

|               |           |             |
| Maciossek 21’ | Marcatori | 80’ Lippert |

| Arbitro: | Nützel |

|                      |           |           |
| Zapf 33’ Feulner 51’ | Marcatori | 24’ Hodel |

| Arbitro: | Steigele |

|                            |           |          |
| Müllner 6’, 24’ Brinsa 56’ | Marcatori | 17’ Zapf |

| Arbitro: | Wohlfarth |

|  |           |            |
|  | Marcatori | 19’ Kelsch |

| Arbitro: | Treib |

|           |           |  |
| Klein 89’ | Marcatori |  |

| Arbitro: | Gaus |

|         |           |  |
| Zapf 9’ | Marcatori |  |

| Arbitro: | Langhans |

|                                                      |           |           |
| Sommerer 27’ Breuer 67’, 71’ Milardovic 87’ Horn 90’ | Marcatori | 15’ Michl |

| Arbitro: | Ermer |

|                                 |           |           |
| Lippert 8’ Wolf 47’ Feulner 62’ | Marcatori | 54’ Grimm |

| Arbitro: | Therre |

|               |           |  |
| Cestonaro 25’ | Marcatori |  |

| Arbitro: | Boos |

|                                                                                            |           |                   |
| Lippert 8’, 88’, 89’ Feulner 11’, 13’ Michl 26’ Hauser 41’ (aut.) Zapf 62’, 72’ Achatz 73’ | Marcatori | 38’ Schwarzwälder |

| Arbitro: | Wilhelmi |

|                                     |           |  |
| Heck 49’ Lachmann 58’, 87’ Harm 84’ | Marcatori |  |

| Arbitro: | Stegner |

|                                                    |           |                          |
| Feulner 23’, 86’, 88’ Zapf 52’, 71’ Michl 76’, 84’ | Marcatori | 14’ Stempfle 42’ Beichle |

| Arbitro: | Ferro |

|                        |           |  |
| Hoeneß 20’ Förster 71’ | Marcatori |  |

| Arbitro: | Quindeau |

|                          |           |                                  |
| Fichtner 23’ Lippert 75’ | Marcatori | 7’, 46’ Diener 17’ (aut.) Achatz |

| Arbitro: | Röder |

|                           |           |                |
| Spohr 36’ Hohenwarter 65’ | Marcatori | 43’, 47’ Michl |

| Hof (Baviera) 7 maggio 1977 36ª giornata | Bayern Hof | 0 – 0 referto | Monaco 1860 | Stadion Grüne Au (11 000 spett.)\| Arbitro: \| Walther \| |
| Arbitro:                                 | Walther    |               |             |                                                           |

| Arbitro: | Aldinger |

|                                      |           |  |
| Michl 3’ Zapf 14’ Lippert 88’ (rig.) | Marcatori |  |

| Arbitro: | Möckel |

|                                  |           |                                  |
| Lieberwirth 32’, 83’ Geinzer 63’ | Marcatori | 30’, 52’ Zapf 73’ (rig.) Lippert |

### Coppa di Germania
| Arbitro: | Röder |

|                             |           |                       |
| Werner 25’, 48’ Lippert 58’ | Marcatori | 17’ Wörz 44’ Rohleder |

| Arbitro: | Lutz |

|                                      |           |            |
| Kristensen 27’ Granitza 67’ Beer 86’ | Marcatori | 2’ Feulner |

## Statistiche

### Statistiche di squadra
| Competizione      | Punti | In casa | In casa | In casa | In casa | In casa | In casa | In trasferta | In trasferta | In trasferta | In trasferta | In trasferta | In trasferta | Totale | Totale | Totale | Totale | Totale | Totale | DR |
| Competizione      | Punti | G       | V       | N       | P       | Gf      | Gs      | G            | V            | N            | P            | Gf           | Gs           | G      | V      | N      | P      | Gf     | Gs     | DR |
| ----------------- | ----- | ------- | ------- | ------- | ------- | ------- | ------- | ------------ | ------------ | ------------ | ------------ | ------------ | ------------ | ------ | ------ | ------ | ------ | ------ | ------ | -- |
| 2. Bundesliga     | 37    | 19      | 11      | 4       | 4       | 42      | 16      | 19           | 1            | 9            | 9            | 19           | 37           | 38     | 12     | 13     | 13     | 61     | 53     | +8 |
| Coppa di Germania | -     | 1       | 1       | 0       | 0       | 3       | 2       | 1            | 0            | 0            | 1            | 1            | 3            | 2      | 1      | 0      | 1      | 4      | 5      | -1 |
| Totale            | 37    | 20      | 12      | 4       | 4       | 45      | 18      | 20           | 1            | 9            | 10           | 20           | 40           | 40     | 13     | 13     | 14     | 65     | 58     | +7 |

### Andamento in campionato
| Giornata  | 1 | 2 | 3 | 4 | 5 | 6 | 7 | 8 | 9 | 10 | 11 | 12 | 13 | 14 | 15 | 16 | 17 | 18 | 19 | 20 | 21 | 22 | 23 | 24 | 25 | 26 | 27 | 28 | 29 | 30 | 31 | 32 | 33 | 34 | 35 | 36 | 37 | 38 |
| --------- | - | - | - | - | - | - | - | - | - | -- | -- | -- | -- | -- | -- | -- | -- | -- | -- | -- | -- | -- | -- | -- | -- | -- | -- | -- | -- | -- | -- | -- | -- | -- | -- | -- | -- | -- |
| Luogo     | T | C | T | C | T | C | T | C | T | C  | T  | C  | T  | C  | T  | C  | T  | T  | C  | C  | T  | C  | T  | C  | T  | C  | T  | C  | T  | C  | T  | C  | T  | C  | T  | C  | C  | T  |
| Risultato | V | V | N | V | N | N | N | P | N | P  | N  | V  | P  | V  | P  | N  | N  | P  | N  | V  | N  | V  | P  | P  | P  | V  | P  | V  | P  | V  | P  | V  | P  | P  | N  | N  | V  | N  |
| Posizione | 5 | 1 | 5 | 3 | 3 | 4 | 4 | 6 | 7 | 9  | 9  | 8  | 9  | 7  | 9  | 10 | 10 | 10 | 11 | 11 | 10 | 9  | 9  | 11 | 11 | 10 | 10 | 10 | 11 | 9  | 11 | 10 | 11 | 12 | 12 | 12 | 12 | 12 |

Legenda:

Luogo: C = Casa; T = Trasferta. Risultato: V = Vittoria; N = Pareggio; P = Sconfitta.

### Statistiche dei giocatori
| Giocatore      | 2. Bundesliga | 2. Bundesliga | 2. Bundesliga | 2. Bundesliga | Coppa di Germania | Coppa di Germania | Coppa di Germania | Coppa di Germania | Totale   | Totale | Totale      | Totale     |
| Giocatore      | Presenze      | Reti          | Ammonizioni   | Espulsioni    | Presenze          | Reti              | Ammonizioni       | Espulsioni        | Presenze | Reti   | Ammonizioni | Espulsioni |
| -------------- | ------------- | ------------- | ------------- | ------------- | ----------------- | ----------------- | ----------------- | ----------------- | -------- | ------ | ----------- | ---------- |
| H. Achatz      | 36            | 2             | 3             | 0             | 1                 | 0                 | 0                 | 0                 | 37       | 2      | 3           | 0          |
| K. Blümig      | 19            | 0             | 0             | 0             | 0                 | 0                 | 0                 | 0                 | 19       | 0      | 0           | 0          |
| A. Deutscher   | 13            | 1             | 0             | 0             | 1                 | 0                 | 0                 | 0                 | 14       | 1      | 0           | 0          |
| J. Diaz        | 0             | 0             | 0             | 0             | 0                 | 0                 | 0                 | 0                 | 0        | 0      | 0           | 0          |
| F. Dürrschmidt | 36            | 1             | 3             | 0             | 1                 | 0                 | 1                 | 0                 | 37       | 1      | 4           | 0          |
| H. Feulner     | 34            | 10            | 3             | 0             | 1                 | 1                 | 0                 | 0                 | 35       | 11     | 3           | 0          |
| R. Fichtner    | 37            | 2             | 2             | 0             | 2                 | 0                 | 0                 | 0                 | 39       | 2      | 2           | 0          |
| N. Kleider     | 28            | 0             | 0             | 0             | 2                 | 0                 | 0                 | 0                 | 30       | 0      | 0           | 0          |
| K. Klein       | 33            | 0             | 2             | 0             | 2                 | 0                 | 0                 | 0                 | 35       | 0      | 2           | 0          |
| R. Lippert     | 38            | 11            | 1             | 0             | 2                 | 1                 | 0                 | 0                 | 40       | 12     | 1           | 0          |
| G. Michl       | 37            | 14            | 7             | 0             | 2                 | 0                 | 0                 | 0                 | 39       | 14     | 7           | 0          |
| H. Renner      | 10            | 0             | 1             | 0             | 2                 | 0                 | 0                 | 0                 | 12       | 0      | 1           | 0          |
| M. Seifert     | 10            | 0             | 0             | 0             | 0                 | 0                 | 0                 | 0                 | 10       | 0      | 0           | 0          |
| S. Sieber      | 36            | 0             | 3             | 0             | 2                 | 0                 | 0                 | 0                 | 38       | 0      | 3           | 0          |
| W. Thüroff     | 13            | 0             | 1             | 0             | 1                 | 0                 | 0                 | 0                 | 14       | 0      | 1           | 0          |
| H. Werner      | 23            | 4             | 2             | 0             | 1                 | 2                 | 0                 | 0                 | 24       | 6      | 2           | 0          |
| G. Wohnsland   | 7             | 0             | 0             | 0             | 0                 | 0                 | 0                 | 0                 | 7        | 0      | 0           | 0          |
| L. Wolf        | 29            | 1             | 2             | 0             | 1                 | 0                 | 0                 | 0                 | 30       | 1      | 2           | 0          |
| K. Zapf        | 35            | 13            | 0             | 0             | 2                 | 0                 | 0                 | 0                 | 37       | 13     | 0           | 0          |